# Wyższa Szkoła Morska w Szczecinie
Wyższa Szkoła Morska – wyższa uczelnia techniczna, szkoląca nawigatorów i mechaników floty handlowej, pasażerskiej oraz rybackiej, istniejąca w Szczecinie, w latach 1968 - 2004. 

## Historia
Uczelnię w Szczecinie powołano z dniem 20 sierpnia 1968, rozporządzeniem Rady Ministrów z dnia 20 sierpnia 1968 r. (Dz. U. 34 poz. 230), powstała z przekształcenia  dotychczasowej Państwowej Szkoły Morskiej. Pierwsza inauguracja roku akademickiego odbyła się 12 października 1969. W tym czasie prowadzono tylko 4 letnie studia inżynierskie w trybie dziennym. 
W 1971 roku otwarto studia zaoczne, dla studentów zaocznych funkcjonowały punkty konsultacyjne w Kołobrzegu, Świnoujściu i w Opolu. 
Pierwsi inżynierowie nawigatorzy i mechanicy, uzyskali dyplomy w 1974 roku. W roku akademickim 1974/1975 wprowadzono jednolite, 5 letnie studia magisterskie. 
W 1979 roku otwarto nowy kierunek studiów: eksploatacja portów morskich, na studiach wieczorowych, a od 1981 na dziennych. Na ten kierunek przyjmowano także kobiety.
Od roku 1989 wprowadzono dwustopniowy system studiów (4 letnie inżynierskie i 5 letnie magisterskie). Od początku istnienia, na uczelni starano się zatrudnić kadrę wykładowców, posiadających stopnie morskie (oficerów nawigatorów i mechaników). Laboratoria i warsztaty uczelni były wyposażone w nowoczesne urządzenia nawigacyjne, połowowe, elementy maszynowni okrętowych, radary i urządzenia łączności, a nawet w planetarium.
Ważnym elementem szkolenia były też rejsy i praktyki morskie, które realizowano m.in. na statkach przejętych od Państwowej Szkoły Morskiej. Praktyczny charakter nauki powodował, że absolwenci natychmiast po studiach byli gotowi do podejmowania pracy na statkach.
W 1997 wydział nawigacyjny uzyskał uprawnienia do nadawania stopnia doktora, a wydział mechaniczny w 2002. 
Uczelnię ukończyło łącznie 4199 absolwentów.

## Organizacja uczelni
Uczelnia kształciła na  trzech wydziałach, z następującymi kierunkami kształcenia:
1. Wydział Nawigacyjny:
- transport morski (nawigacja).
- połowy morskie.
- eksploatacja portów i floty morskiej.

2. Wydział Mechaniczny:
- mechanika i budowa maszyn ze specjalnością eksploatacja siłowni okrętowych.

3. Wydział Inżynieryjno-Ekonomiczny Transportu Morskiego.
Statki szkoleniowe
- statek instrumentalny (przebudowany lugrotrawler) m/s Nawigator (od 1966)
- statek szkolno - instrumentalny m/s Azymut
- statek szkolno – rybacki m/t Łużyca (do 1988)

W połowie lat 70 XX wieku, weszły także do eksploatacji:
- statek szkolno-transportowy m/s Antoni Ledóchowski (do 1988)
- statek szkolno-rybacki m/s „Rybak Morski (do 1988)

W 1988 uczelniany Ośrodek Ratownictwa Morskiego został wyposażony w jednostkę pływającą m/s Kapitan Szymański. W 1997 uczelnia otrzymała nowoczesny statek szkolny MS Nawigator XXI. Uczelnia dysponowała także własnym ośrodkiem żeglarskim wyposażonym w różne typy jachtów i łodzi żaglowych.

### Rektorzy WSM
- Zdzisław Łaski (1969-1972)
- Eugeniusz Andrzej Daszkowski (1972-1978)
- Aleksander Hubert Walczak (1978-1984)
- Sławomir Hulanicki (1984-1987)
- Igor Jagniszczak (1987-1990)
- Aleksander Hubert Walczak (1990-1996)
- Stanisław Gucma (1996-2002)
- Bolesław Kuźniewski (2002-2004) (potem rektor Akademii Morskiej)[1][2]

## Zmiany organizacyjne
9 stycznia 2004 dokonano zmiany nazwy uczelni na Akademię Morską, a następnie, w kwietniu 2022, na Politechnikę Morską w Szczecinie.